# 蓬塔德馬塔
蓬塔德馬塔是委內瑞拉的城鎮，由莫納加斯州負責管轄，位於該國西北部，始建於1940年，海拔高度250米，主要經濟活動有石油業、商業和工業，人口約102,000。